# Eres un santo
«Eres un santo» es el tercer y último sencillo del disco Como nace el universo, de la mexicana Gloria Trevi. Es también la última canción bajo el sello discográfico Sony-BMG, debido a la fusión de estas compañías y por las diferencias entre ella y la nueva discográfica.

## Controversias
En una de sus presentaciones, la intérprete generó polémica, ya que ésta se vistió como la Virgen María para interpretar el sencillo, por lo que fue muy criticada por el clero.
- Datos: Q5835601